# Evaneos
Evaneos est un site internet de vente de voyages.

## Histoire
Le site a été créé en 2009 par Eric La Bonnardière et Yvan Wibaux,. Trois mois après son lancement, Evaneos lève 100.000 euros. En 2011, Evaneos se fait immatriculer auprès d'Atout France.
Evaneos effectue quatre levées de fonds entre 2011 et 2018 : 715.000 euros en 2011, 4,4 millions d'euros en 2014, 18 millions d'euros en 2016, et 70 millions d'euros en 2018.
En 2019, elle reçoit le label Next40 de la French Tech.

## Description
Les agences de voyages présentées (des professionnels du tourisme et de l'organisation de voyages sur mesure, basées à destination) sont sélectionnées. Evaneos fournit aux agences locales une plateforme en Saas pour échanger avec les voyageurs et optimiser la gestion des dossiers. La société se rémunère en prenant un pourcentage sur la transaction de chacun de ses voyageurs,.
Evaneos compte 180 employés en France en 2018. En 2017, il a accompagné 300 000 voyageurs et couvert 160 destinations.